# شهرستان سولیوو
شهرستان سولیوو (به بلغاری: Sevlievo Municipality) یک شهرستان در بلغارستان است که در استان گابرووو واقع شده‌است. شهرستان سولیوو ۱٬۰۴۰ کیلومتر مربع مساحت و ۳۹٬۵۳۷ نفر جمعیت دارد.